# Parapenaeopsis cultirostris
Tôm sắt, tên khoa học Parapenaeopsis cultirostris, là một loài tôm he thuộc họ Penaeidae, được Alcock mô tả năm 1906..